# Kuwait en los Juegos Paralímpicos de Londres 2012
Kuwait estuvo representado en los Juegos Paralímpicos de Londres 2012 por seis deportistas masculinos. El equipo paralímpico kuwaití no obtuvo ninguna medalla en estos Juegos.